# Huracán Celia (2010)
El huracán Celia (designación del Centro Nacional de Huracanes: 04-E) fue un poderoso ciclón tropical de categoría 5 de principios de temporada que existió en las aguas abiertas del Océano Pacífico oriental a fines de junio de 2010. La tercera tormenta nombrada, el primer huracán y la primera huracán mayor de la mínima temporada de huracanes del Pacífico de 2010. Los orígenes de Celia se formó como una perturbación tropical el 18 de junio al sur del golfo de Tehuantepec, con condiciones favorables para su desarrollo. En las primeras horas del día siguiente, el sistema fue designado como la depresión tropical Cuatro-E. Horas más tarde, al intensificarse se le asignó el siguiente nombre en la lista de ciclones: Tormenta tropical Celia, la tercera de la temporada. Se pronosticó que Celia se convertiría en huracán dentro de las siguientes 48 horas. En efecto, en la tarde del 20 de junio, Celia se convierte en el primer huracán de la temporada.
La cizalladura vertical hizo que luego Celia no se intensificara tan rápidamente como se previó en un comienzo, provocando que mantuviese su intensidad. Sin embargo, el 21 de junio, el fortalecimiento se reanudó y el sistema fue elevado a la categoría 2 de la Escala de Saffir-Simpson, aunque por poco tiempo. Celia comenzó a debilitarse y volvió a la categoría 1 en la noche del 22 de junio, para luego reintensificarse el día 23 y convertirse en el primer huracán mayor de 2010. Celia experimentaba fluctuaciones en su intensidad, pero su fortalecimiento continuó y el día 24 de junio alcanzó la categoría 5, convirtiéndose así en el primer huracán de la temporada de dicha categoría, y el segundo huracán en registrar categoría 5 en el mes de junio en esta parte del Pacífico. Su pico fue de 260 km/h y una presión de 926 hPa. El 25 de junio, Celia fue reducido a categoría 4, pero comenzó a mostrar algunas características de huracán anular, como un amplio ojo rodeado de una pared simétrica de convección profunda. Celia comenzó a desplazarse por un entorno más hostil y rápidamente fue debilitándose sobre aguas abiertas del océano Pacífico. El 28 de junio el CNH emitió el último aviso sobre Celia al debilitarse y transformarse en un remanente.
Aunque Celia permaneció lejos de cualquier masa de tierra poblada, las olas de la tormenta provocaron avisos de tormenta a lo largo de la costa sur de México. Además, sus bandas externas trajeron lluvias moderadas a partes de Oaxaca y Guerrero. Debido a la alta intensidad y longevidad del huracán, contribuyó significativamente al valor récord de la Energía Ciclónica Acumulada para junio de 2010 en la cuenca del Pacífico oriental.